# Didek
Pogostost priimka Didek je bila po podatkih Statističnega urada Republike Slovenije na dan 1. januarja 2010 manjša kot 5 oseb.

## Znani nosilci priimka
- Irena Didek Pregl (1943-2018), arhitektka
- Josip (Jože) Didek (1917-1989), gradbeni inženir
- Smiljana Didek (r. Ivančić) (1911-2001), slikarka, ilustratorka/risarka hrvaškega rodu
- Zoran Didek (1910-1975), slikar, grafik, ilustrator, oblikovalec, likovni pedagog